# 의사오흥태지려
의사오흥태지려(義士吳興泰之閭)는 제주특별자치도 서귀포시 난산리 416-3번지에 있는 정려 건축물이다. 2018년 4월 25일 제주특별자치도의 향토유산 제24호로 지정되었다.

## 지정 사유
오흥태(吳興泰, 1700년~?)는 정의현 난산리 유생으로, 1728년(영조 4) 이인좌 ․ 정희량 ․ 박필현 등이 이른바 이인좌의 난이라는 역모를 일으키자, 창의 격문을 삼읍에 돌려 근왕병(勤王兵)을 모집하였고, 이 격문에 따라 근왕병 수백 명이 모여 적진으로 출발하려고 하던 중 난이 평정되었다는 소식이 전해지자 근왕병을 창의한 충의가 널리 알려져 마을 백성들에 의해 의사(義士)로 칭해졌다.
이에 그 충의가 널리 알려져 이후 1794년(정조 18) 심낙수(沈樂洙) 제주목사가 그 사실을 조정에 보고하여 정표하였다. 또한 1850년(철종 1) 장인식(張寅植) 제주목사가 그의 향사를 지내기 위해 정의서당에 의사묘(義士廟)를 건립하였다.
해당 비석은 조선시대 어사의 주청에 의해 의사(義士)로 정려된 제주사람에 대한 유일한 금석문으로, 향토사적 가치를 지녔다. 또한 비문에는 제주 사람 오흥태가 의사로 정려되게 된 경위, 역모사건 전말의 기록, 이에 대한 오흥태의 창의 과정, 이후 정려로 표창되는 과정 등이 상세히 기재되어 있어 18세기 조선 및 제주도의 사회상을 살필 수 있어 사료적 가치가 높다.
그리고 해당 정려비는 제주산 조면암을 재로로 하여 두 개의 빗돌을 이어 전면에 그 내용을 횡으로 새기는 등 제주 및 육지에서도 찾아보기 힘든 특이한 정려비의 형태를 지니고 있다.